# Mapleson-fonográfhengerek

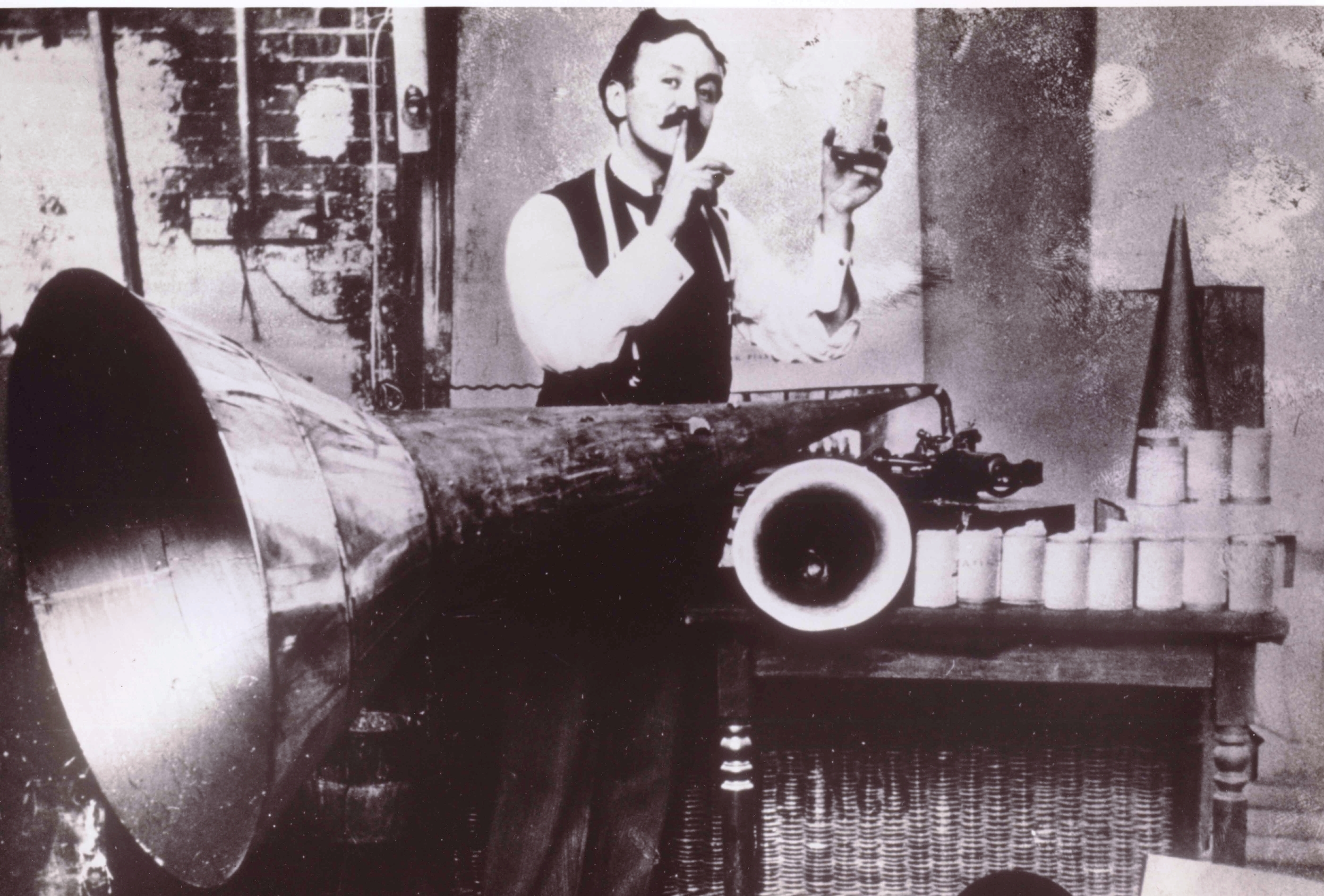
Lionel S. Mapleson

A Mapleson-féle fonográfhengerek Lionel S. Mapleson, a Metropolitan Opera könyvtárosának nevéhez fűződnek. Egyszerű fonográfjával a zsinórpadláson készített ma már felbecsülhetetlen értékű, két-három perces felvételeket. A felvételek minősége kezdetleges, dokumentumértékük viszont páratlan. A régmúlt idők operaénekesei közül így elsőként őrződtek meg a századforduló kiváló énekeseinek hangjai. A felvételeken hallható többek között: Jean de Reszke, Lillian Nordica, Ernestine Schumann-Heink, Johanna Gadski Wagner, Nellie Melba, valamint a pályafutását Magyarországon befejező Anthes György.

## Az interneten
- Wagner gyüjtemény
- 1902-es felvétel: Johanna Gadski Wagner